# Сапогово (Кемеровская область)
Сапого́во — деревня в Ленинск-Кузнецком районе Кемеровской области. Входит в состав Драченинского сельского поселения.

## География
Центральная часть населённого пункта расположена на высоте 168 м над уровнем моря.

## Население
| 2010 |
| ---- |
| 52   |

### Половой состав
По данным Всероссийской переписи населения 2010 года, в деревне Сапогово проживало 52 человека (25 мужчин, 27 женщин).